# Рецоаљио (Ђенова)
Рецоаљио (итал. Rezzoaglio) је насеље у Италији у округу Ђенова, региону Лигурија.
Према процени из 2011. у насељу је живело 64 становника. Насеље се налази на надморској висини од 721 м.

## Становништво
Према резултатима пописа становништва 2011. у општини је живело 1.080 становника.
| 1931. | 1936. | 1951. | 1961. | 1971. | 1981. | 1991. | 2001. | 2011. |
| ----- | ----- | ----- | ----- | ----- | ----- | ----- | ----- | ----- |
| 3.387 | 3.391 | 3.155 | 2.757 | 2.412 | 1.908 | 1.560 | 1.248 | 1.080 |